# 驅動之家
驱动之家，是一家发布科技资讯的网站，成立于1998年。有新电脑、办公、手机、平板、IT业界等栏目，同时提供驱动下载。旗下出品快科技、驱动精灵等網站和软件。
驱动之家与包括ASUS、AMD、NVIDIA在内的多家业内领导厂商保持并加深着长期紧密的合作伙伴关系。驱动之家网站在郑州、北京、上海、深圳设立了办事处，与广大读者群以及合作伙伴保持紧密的联络共同实现与时俱进的发展。
驱动之家的读者主要是It业内人士，包括电脑软硬件厂商技术负责人、各单位网管、电教室网吧管理员、各电脑公司技术人员、游戏玩家等等。
2011年，金山软件收购驱动之家以及驱动程序下载（驱动精灵）、新闻资讯和产品评测网站。